# Denis Trudel
Pour les articles homonymes, voir Trudel.
Denis Trudel est un acteur et homme politique québécois né le 18 juillet 1963. 
Lors des élections fédérales canadiennes du 21 octobre 2019, il est élu député à la Chambre des communes pour le Bloc québécois dans la circonscription de Longueuil—Saint-Hubert. Il est réélu lors des élections de 2021.

## Biographie
Denis Trudel fait ses études secondaires au Séminaire Sainte-Marie de Shawinigan où il est finissant en 1980. Il sort de l'École nationale de théâtre du Canada en 1987 et poursuit depuis une carrière au cinéma, au théâtre et à la télévision. 
Le comédien a joué dans de nombreux films, notamment dans :
- Octobre[3] et 15 février 1839[4] de Pierre Falardeau ;
- La Vérité et La Lâcheté de Marc Bisaillon ;
- L'Audition de Luc Picard;
- C.R.A.Z.Y. de Jean-Marc Vallée ;
- Camping sauvage de Guy A. Lepage.

En 2008, il incarne le personnage principal de la pièce Le Malade imaginaire au théâtre Le Gesù. Par la suite en 2012, il fait partie de la distribution du film Ésimésac de Luc Picard, tiré d’un scénario de Fred Pellerin.

### Militantisme
Il est l’un des fondateurs du groupe Les Zapartistes et porte-parole du Mouvement Montréal français (MMF); il a participé à diverses manifestations pour dénoncer le recul du français à la radio privée, au travail et dans l’affichage commercial. En 2011, il a aussi organisé un rassemblement politique pour s’opposer au projet de loi 103 sur les écoles passerelles. Le 1er décembre 2012, il prend part à une manifestation pour déplorer l’anglicisation de la fonction publique.

### Carrière politique

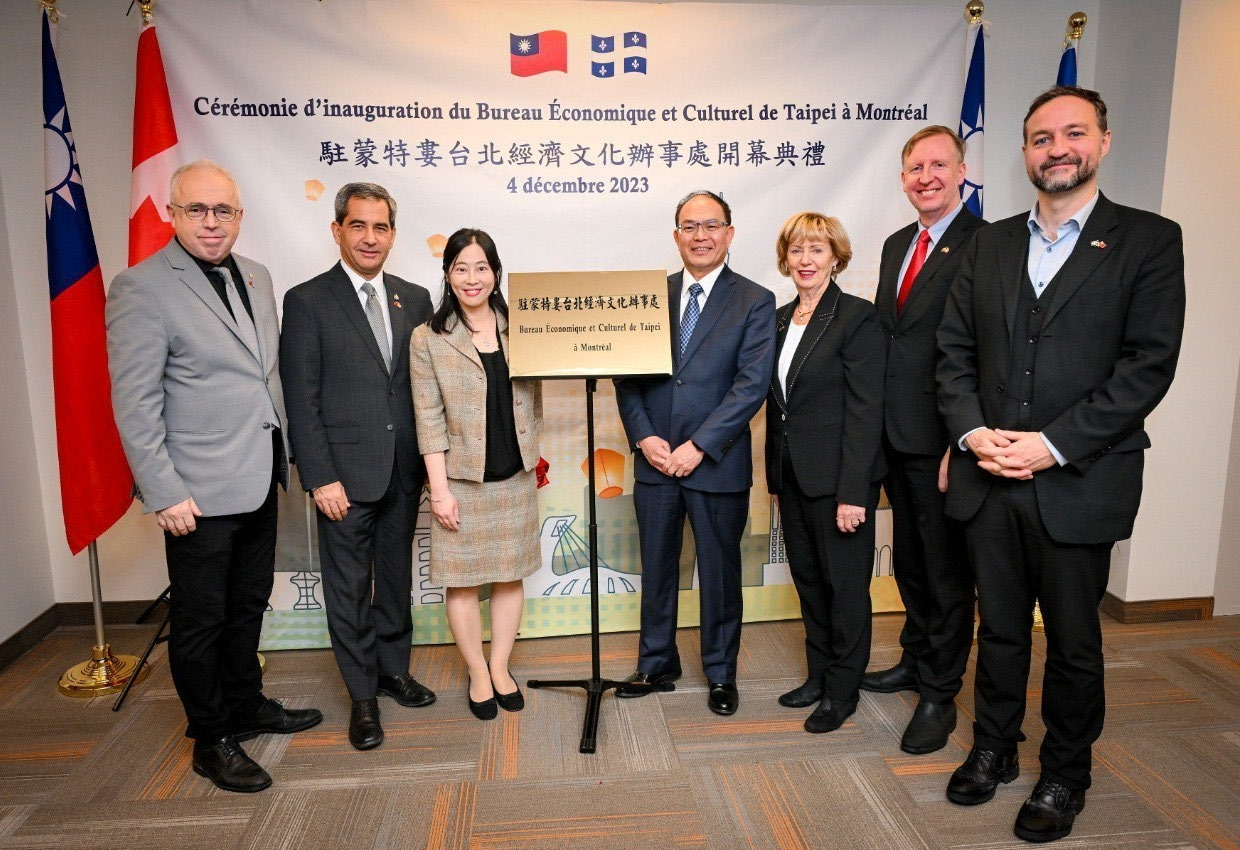
Denis Trudel dans le cadre de ses fonctions de député.

En novembre 2014, il annonce qu'il sera candidat pour le Bloc québécois aux élections fédérales de 2015 dans la circonscription de Longueuil—Saint-Hubert. Il est défait par le néo-démocrate Pierre Nantel. 
Quatre ans plus tard, en avril 2019, il annonce vouloir se représenter pour le même siège ; son parti confirme sa candidature en juin. Le jour du scrutin, il est élu devant le candidat libéral, l'ex-ministre québécois Réjean Hébert. Il est nommé en novembre porte-parole de son parti pour la Solidarité sociale. Il est réélu en 2021 mais s'incline en 2025 devant un candidat controversé,.

## Distinctions
La Société Saint-Jean-Baptiste de Montréal (SSJBM) lui décerne le prix Patriote de l'année 2011.

## Filmographie

### Au cinéma
- 1987 : Le Diable à quatre
- 1989 : Comment faire l’amour avec un nègre sans se fatiguer : pusher #3
- 1990 : Le Party : infirmier
- 1994 : Octobre : felquiste
- 1997 : Cher Olivier  : Gilles Latulippe
- 1998 : 2 secondes : acheteur
- 2000 : La Moitié gauche du frigo : Ouvrier #2 DNR Systems
- 2001 : 15 février 1839 : Jacques Yelle
- 2001 : L'Ange de goudron : grutier
- 2002 : Moïse : L'Affaire Roch Thériault : Alphonse
- 2002 : S.P.C.E. : policier
- 2003 : Les Immortels : Denis
- 2004 : Camping sauvage : Richard
- 2005 : C.R.A.Z.Y. : oncle Georges
- 2005 : L’Audition : le père dans le parc
- 2007 : La Lâcheté : Conrad Tremblay
- 2007 : Bluff : le policier
- 2008 : Le Déserteur : Georges Larochelle
- 2011 : La Vérité : Denis
- 2012 : Ésimésac : Hubert

### Télévision
- 1993 : Les grands procès : Jean-Marie Ruest
- 1998 : Réseaux : Raoul Simard
- 1998 : Mais où se cache Carmen Sandiego ? : membre du Voxapella
- 2000 : Chartrand et Simonne : Joachim Cornellier
- 2001 : La Vie, la vie : Didier
- 2002 : Fortier : Denis Laflamme
- 2002 : Tag - Épilogue : Xavier
- 2002 : Tabou : Mathias
- 2002 : Lance et compte : Nouvelle Génération : journaliste
- 2002 : Bunker, le cirque : Yvon Gagné
- 2003-2005 : Watatatow : Éric Bouliane
- 2004 : Smash : Gilles Jetté, le collègue d’Hélène
- 2005 : Au nom de la loi : Enquêteur Guimond
- 2006 : Casino : Albert Tremblay, le shylock
- 2007 : Destinées : Gaétan Pellerin
- 2011-2015 : 19-2 : Belinski
- 2017-2019 : Victor Lessard : Paul Delaney
- 2019 : La Faille : Robert Fournier
- 2023 : Désobéir le choix de Chantale Daigle : Florent Daigle père de Chantale